# Max Fricke
Max Fricke (Lebensdaten unbekannt) war ein deutscher Fußballspieler.

## Karriere
Fricke gehörte dem FC Victoria von 1895 als Stürmer an, für den er in den vom Hamburg-Altonaer Fußball-Bund organisierten Meisterschaften in der regional höchsten Spielklasse, der A-Klasse, Punktspiele bestritt und 1905 und 1906 als Meister aus dieser hervorgegangen war.
Infolgedessen bestritt er in den vom Norddeutschen Fußball-Verband ausgetragenen Norddeutschen Meisterschaften die Spielzeit 1905/06. Aufgrund der Erfolge der Jahre 1905 und 1906 nahm er mit dem Verein folgerichtig auch an den sich jeweils anschließenden Endrunden um die Deutsche Meisterschaft teil. Er bestritt das am 28. Mai 1905 gegen den Dresdner SC mit 3:5 verlorene Viertelfinale, in dem ihm mit dem Treffer zum 3:4 in der 60. Minute sein erstes Tor gelang. Auch das am 29. April 1906 mit 1:3 gegen den BTuFC Union 1892 verlorene Viertelfinale bestritt er.

## Erfolge
- Norddeutscher Meister 1906
- Meister von Hamburg und Altona 1905, 1906